# Windows Fundamentals for Legacy PCs
Windows Fundamentals for Legacy PCs (kodno ime  Eiger  in  Mönch ) je Microsoftov operacijski sistem za manj zmogljive računalnike. Temelji na Windows XP Embedded. Izšel je 8. julija 2006.

## Funkcije
Microsoftov namen je bil, da ustvari sistem za starejše, manj zmogljive računalnike, medtem ko vsebuje funkcije novejših operacijskih sistemov, kot so Windows Firewall, Group Policy, Automatic Updates in druge. Kjub temu, to ni polnopravni operacijski sistem.
Na WinFLP podpira večino Windows XP/2000 progrmov in gonilnikov. Vsebuje osnovne funkcije mreže, podaljšano podporo za komponente, DirectX in sposobnost zagona oddaljenega namizja s CD-ja. Ima manj sposobnosti kot Windows XP.
WinFLP ima namestitveni čarovnik podoben Visti. Servisni paket 3 za WinFLP je izšel 7. oktobra 2008.

## Omejitve
Windows Fundamentals for Legacy PCs, Windows Osnove za Starejše Računalnike, kot že ime pove, ima več omejitev kot Windows XP. Nekateri programi, kot je Outlook Express, so tudi pri polni namestitvi onesposobljeni. Nekatera sistemska orodja so odstranjena, ker jih končni uporabniki ne uporabljajo pogosto. Nekateri programski paketi, kot je Adobe CS4, tudi ne delajo.

## Sistemske zahteve
- Procesor: 300 MHz Pentium ali boljši
- Pomnilnik: 128 megabajtov ali več
- Prostor na trdem disku: 1 gigabajt ali več
- Zaslon: vsaj 800×600